# 悪代官 (カードゲーム)
『悪代官』（あくだいかん）は1991年にホビージャパンから発売されたカードゲーム。デザインは勝木康明。パッケージイラスト、カードイラストは安永航一郎が描いている。
プレイ人数は2人から6人。プレイ時間は約30分。カード枚数は100枚。
各プレイヤーは悪代官となって私腹を肥やしながら、他のプレイヤー（悪代官）が私腹を肥やすことを妨害する。
カードをシャッフルし、プレイヤーに既定の枚数を配り、各プレイヤーの手札とする。残ったカードは山札として使用する。
各プレイヤーは順に手札を場に出す。
- 私腹カード - 私腹を肥やす（勝利するためのポイントを獲得する）。
- 時代劇にありがちなヒーローのカード - 他のプレイヤーに使用して邪魔をする。

山札からカードを引いて手札を補充するが、この時に「災害」というプレイヤー全員に影響を与える種類のカードもある。また、「黒船来航カード」が2回引かれた場合には、ゲーム終了となり、その時点で最も私腹を肥やしていた悪代官（プレイヤー）が勝利プレイヤーとなる。
明示してあるルールの一つに私腹を肥やすための「私腹カード」を場に出す際には、カードに書かれている時代劇の悪代官の台詞「山吹色の菓子」などを「プレイヤー全員に聞こえるように読み上げねばならない」というものがある。私腹カード以外の読み上げは必須ではないが、全てのカードに悪代官の台詞は書かれているので、読み上げても良い。